# Влад V Тинар
Влад V с прякор Тинар (Младият) (на румънски: Vlad cel Tânăr) е княз на Влашко от 1510 до 1512 г.

## Живот
Той е син на Влад IV Монах от втората му съпруга Мария Палеологина.
Влад Тинар завзема престола на 8 април 1510 г. с помощта на султан Мехмед II и рода Крайовеску. В замяна на това се ангажира да провежда проосманска политика, а династията Крайовеску си спечелва място начело на болярския съвет.
На 17 август 1511 г. Влад подписва договор с унгарския крал Уласло II, комуто се заклева във вярност.
По време на този влашки княз през 1510 г. е отпечатана от йеромонаха Макарий в печатницата в манастира Бистрица в днешния окръг Вълча втората печатна книга във Влашко, наречена Октойхул /Октоих/.
Родът Крайовеску търси начин да отстрани Влад и да дойде на власт. След ноември 1511 г. болярите предават Влад и заставайки на страната на Крайовеску, пресичат Дунава, вливайки се в състава на османските войски. С тяхната подкрепа силите на пашата на Никопол Мехмед бей Михалоглу, заедно с новия претендент за трона Нягое I Басараб от рода Крайовеску, се насочват към Букурещ. Влад загубва битката с тях и е заловен. На 23 януари 1512 г. на 24-годишна възраст е обезглавен под едно крушово дърво в Букурещ.

## Семейство
Влад Тинар се жени за болярката Анка, сестра на жупан Стоян от град Зарата. От този брак се ражда синът им Влад VII Инекатул.
Възможно е Влад Тинар да е баща и на Влад VI Драгомир.